# NGC 3018
NGC 3018 est une galaxie spirale barrée située dans la constellation du Sextant. NGC 3018 a été découverte par l'astronome français Édouard Stephan en 1880.

## Caractéristiques
Sa vitesse par rapport au fond diffus cosmologique est de 2 207 ± 25 km/s, ce qui correspond à une distance de Hubble de 32,6 ± 2,3 Mpc (∼106 millions d'al).
La classe de luminosité de NGC 3018 est II et elle présente une large raie HI.

## Groupe de NGC 2967
NGC 3018 fait partie du groupe de NGC 2967. Ce groupe comprend au moins neuf galaxies. Les sept autres galaxies du groupe sont UGC 5228, UGC 5238, UGC 5242, NGC 3023, MCG 0-25-24, UGC 5224 et UGC 5249. Richard Powell sur son site « Un Atlas de l'Univers » mentionne aussi ce groupe, mais avec une liste de seulement 5 galaxies. Les galaxies UGC 5242, NGC 3018 et MCG 0-25-24 ne sont pas sur cette liste.